# Biserica de lemn din Hidișelu de Jos
Biserica de lemn din Hidișelu de Jos se află în localitatea omonimă din județul Bihor și a fost construită în anul 1730. Biserica se află pe noua listă a monumentelor istorice sub codul LMI:  BH-II-m-A-01158. Are hramul "Sfinții Arhangheli Mihail și Gavriil".

## Istoric și trăsături
Biserica ortodoxă din localitatea Hidișelu de Jos a fost construită în anul 1676 de meșteri necunoscuți, probabil localnici. Singurele inscripții care ne ajută la datarea monumentului sunt cele legate de anii pictării ușilor de la altar. Pe ușa diaconească, Sfântul Ioan Zlataust, se află trecut, cu cifre chirilice și arabe, anul 1778. Pe cealaltă ușă, Sfântul Vasile, cu inscripția că „s-a făcut în casa fam. Birta Simion și în veci să-i fie pomană lui”. Probabil înainte vreme biserica a avut și pereții pictați, numai că acea pictură s-a distrus cu timpul, rămânând la momentul dat iconostasul, pictat pe pânză maruflată, inferioară sub aspect calitativ celei de pe ușile altarului. Sub tema răstignirii sunt zugrăviți pe aceeași pânză cei 12 apostoli, în mijloc Isus învățătorul. 
Lucrările de restaurare au început în toamna anului 1981, odată cu numirea Pr. Roman Bereteu. Biserica a fost preluată într–o stare avansată de degradare, mărturie stând crucile vechi din cimitirul bisericii, necesitând de urgență reparații capitale, fapt pentru care s-a cerut acordul credincioșilor, care au aprobat în unanimitate, deși ar fi dorit inițial să ridice o biserică nouă din zid.
	La insistențele preotului, care a ținut mult să nu fie lăsată această biserică în paragină, s-a trecut la întocmirea documentației necesare. Lucrările au pornit în perioada imediat următoare prin procurarea de materiale, angajarea a paisprezece meșteri maramureșeni, din localitatea Moisei, având coordonator de lucrări pe Tomoioagă Vasile. Materialul lemnos, inclusiv șindrila, a fost adus din Maramureș cu vagoanele până la stația CFR Mierlău, urmând a fi transportată cu căruțele sătenilor până în prejma bisericii. În ceea ce privește piatra, aceasta a fost adusă din localitatea Pietroasa, jud. Bihor.
La restaurarea bisericii s-a ținut cont să nu se abată de la forma și structura ei inițială. Odată cu terminarea lucrărilor, lucrări care au durat ani la rând, prin prezența specialiștilor de la Ministerul  Culturii și Cultelor, biserica a fost declarată monument istoric. După finalizarea lucrărilor de restaurare, lăcașul de cult a fost sfințit în anul Domnului 1993, ziua 18 septembrie de către P.B.Dr. Ioan Mihălțan, Episcopul Oradiei, alături de un sobor de preoți în număr de 24, când preacucernicul Pr. Roman Bereteu a fost ridicat la rangul de iconom stavofor.
Văzând frumusețea așezământului bisericii, care este situată pe o colină asemenea Golgotei, s-a trecut la împrejmuirea ei cu soclu din piatră cioplită și lemn din esență tare, lucrare executată de meșteri din Moisei, Tg. Lăpuș și Borșa, jud. Maramureș. Iluminatul interior și exterior a fost făcut în aceeași perioadă. Intrarea în curtea bisericii se face printr-o poartă sculptată, material care a fost donat prin grija familiei Popovici Valer (localnic pădurar) și a colectivului de la Ocolul Silvic Oradea. Pe frontispiciul porții stă înscris textul biblic: „Descalță picioarele tale căci locul pe care calci este loc sfânt”. De o parte și de alta sunt sculptate scene istorice și biblice.
Terenul pe care au fost amenajate cele două terase, situate înspre răsărit și apus, a fost donat de fam. Mateiaș Tudor. Lucrarea a fost executată din piatră și material lemnos tare, finalizată prin efortul și susținerea Pr. Roman Bereteu, împreună cu enoriașii parohiei.
Odată împrejmuit locul, s-a trecut imediat la amenajarea unui alt cimitir, situat în imediata apropiere a bisericii, cu o suprafață de 0,8 ha, împrejmuirea făcându-se cu sârmă.
După finalizarea lucrărilor exterioare, biserica a necesitat și lucrări interioare, însemnând amenajarea altarului, naosului și pronaosului; s-a împodobit cu icoane vechi, obiecte de cult și toate cele necesare. Cele trei strane au fost executate de Bungău Ioan (localnic tâmplar), cu aportul binefăcătorilor. Biserica este prevăzută cu încălzire centrală și instalații de aer condiționat, lucrare executată în perioadă 2004-2005.
În biserica noastră se fac zilnic slujbe și este frecventată de un număr mare de credincioși, din localitate și împrejurimi, chemați de cuvintele lui Isus Hristos: „Veniți la Mine toți cei osteniți și împovărați și Eu vă voi măngâia pe voi”.